# Gibraltar National League 2021/2022
Gibraltar National League 2021/2022 var den 3:e säsongen av den nya National League och den 123:e säsongen av högstaligan i fotboll i Gibraltar. Ligan vanns av Lincoln Red Imps som försvarade titeln och tog sin 2:a ligatitel och 26:e mästerskapstitel.
Den 15 oktober 2021 meddelade Gibraltars fotbollsförbund att alla matcher under säsongen skulle streamas online genom ett sändningsavtal med footters.

## Laginformation
| Lag              | Tränare                 | Lagkapten                 | Placering 2020/2021 |
| ---------------- | ----------------------- | ------------------------- | ------------------- |
| Bruno's Magpies  | Nathan Rooney           | Rubén Díaz                | 7                   |
| College 1975     | Ángel Espinosa          | Dani Guerrero             | 11                  |
| Europa           | Moisés García Fernández | Juan Pedro Rico Dominguez | 2                   |
| Europa Point     | Tommy Taylor            | Aiman Mkerreff            | 10                  |
| Glacis United    | Michele Di Piedi        | Marcos Zappacosta         | 8                   |
| Lincoln Red Imps | Mick McElwee            | Roy Chipolina             | 1                   |
| Lions Gibraltar  | Paco Luna               | Shea Breakspear           | 6                   |
| Lynx             | Albert Parody           | Brad Power                | 5                   |
| Manchester 62    | David Wilson            | Scott Ballantine          | 9                   |
| Mons Calpe       | Leo Fuentes             | Andre Dos Santos          | 4                   |
| St Joseph's      | Jaime Molina            | Aymen Mouelhi             | 3                   |

## Grundserien

### Poängtabell
| Nr | Lag                   | S  | V  | O | F | GM | IM | MS  | P  |
| -- | --------------------- | -- | -- | - | - | -- | -- | --- | -- |
| 1  | Lincoln Red Imps (RM) | 10 | 10 | 0 | 0 | 40 | 5  | +35 | 30 |
| 2  | Europa                | 10 | 9  | 0 | 1 | 36 | 7  | +29 | 27 |
| 3  | St Joseph's           | 10 | 7  | 1 | 2 | 25 | 9  | +16 | 22 |
| 4  | Glacis United         | 10 | 6  | 1 | 3 | 26 | 14 | +12 | 19 |
| 5  | Mons Calpe            | 10 | 5  | 1 | 4 | 25 | 13 | +12 | 16 |
| 6  | Bruno's Magpies       | 10 | 4  | 2 | 4 | 18 | 15 | +3  | 14 |
| 7  | Manchester 62         | 10 | 4  | 1 | 5 | 11 | 21 | −10 | 13 |
| 8  | Lynx                  | 10 | 3  | 1 | 6 | 15 | 25 | −10 | 10 |
| 9  | College 1975          | 10 | 2  | 0 | 8 | 5  | 21 | −16 | 6  |
| 10 | Europa Point          | 10 | 1  | 0 | 9 | 8  | 49 | −41 | 3  |
| 11 | Lions Gibraltar       | 10 | 0  | 1 | 9 | 6  | 36 | −30 | 1  |

### Resultattabell
| Hemma \ Borta    | BRU | COL | EUR | EPO | GLA | LRI | LGI | LYN | MAN | MON  | STJ |
| Bruno's Magpies  | —   | —   | —   | 5–0 | 2–3 | —   | —   | 0–1 | 4–0 | —    | 0–0 |
| College 1975     | 0–2 | —   | —   | 2–1 | 0–2 | —   | —   | 0–2 | —   | —    | 0–3 |
| Europa           | 3–1 | 2–0 | —   | —   | 2–1 | —   | —   | 4–0 | —   | —    | 4–1 |
| Europa Point     | —   | —   | 0–6 | —   | —   | 1–5 | 3–2 | —   | 1–2 | 0–10 | —   |
| Glacis United    | —   | —   | —   | 5–0 | —   | 2–4 | —   | 3–1 | 1–1 | 1–0  | —   |
| Lincoln Red Imps | 5–0 | 4–0 | 3–1 | —   | —   | —   | 1–0 | —   | —   | 3–0  | —   |
| Lions Gibraltar  | 2–3 | 0–3 | 0–9 | —   | 0–7 | —   | —   | —   | —   | —    | 1–2 |
| Lynx             | —   | —   | —   | 6–2 | —   | 1–7 | 0–0 | —   | 1–2 | 2–3  | —   |
| Manchester 62    | —   | 2–0 | 0–2 | —   | —   | 0–7 | 3–0 | —   | —   | 0–2  | —   |
| Mons Calpe       | 1–1 | 3–0 | 1–3 | —   | —   | —   | 5–1 | —   | —   | —    | 0–2 |
| St Joseph's      | —   | —   | —   | 6–0 | 4–1 | 0–1 | —   | 4–1 | 3–1 | —    | —   |

## Mästerskapsgruppen

### Poängtabell
| Nr | Lag                   | S  | V  | O | F  | GM | IM | MS  | P  |
| -- | --------------------- | -- | -- | - | -- | -- | -- | --- | -- |
| 1  | Lincoln Red Imps (RM) | 20 | 19 | 1 | 0  | 65 | 17 | +48 | 58 |
| 2  | Europa                | 20 | 15 | 2 | 3  | 57 | 21 | +36 | 47 |
| 3  | St Joseph's           | 20 | 11 | 2 | 7  | 45 | 27 | +18 | 35 |
| 4  | Bruno's Magpies       | 20 | 10 | 3 | 7  | 36 | 25 | +11 | 33 |
| 5  | Glacis United         | 20 | 7  | 1 | 12 | 32 | 36 | −4  | 22 |
| 6  | Mons Calpe            | 20 | 6  | 2 | 12 | 34 | 36 | −2  | 20 |

### Resultattabell
| Hemma \ Borta    | BRU | EUR | GLA | LRI | MON | STJ |
| Bruno's Magpies  | —   | 1–1 | 3–0 | 2–4 | 1–0 | 1–0 |
| Europa           | 3–1 | —   | 1–0 | 0–2 | 3–2 | 2–3 |
| Glacis United    | 0–3 | 1–2 | —   | 1–3 | 1–0 | 2–5 |
| Lincoln Red Imps | 1–0 | 3–3 | 1–0 | —   | 4–2 | 3–2 |
| Mons Calpe       | 0–3 | 0–4 | 2–0 | 1–2 | —   | 1–4 |
| St Joseph's      | 1–3 | 1–2 | 2–1 | 1–2 | 1–1 | —   |

## Utmanargruppen

### Poängtabell
| Nr | Lag             | S  | V | O | F  | GM | IM | MS  | P  |
| -- | --------------- | -- | - | - | -- | -- | -- | --- | -- |
| 7  | Manchester 62   | 18 | 7 | 5 | 6  | 25 | 28 | −3  | 26 |
| 8  | College 1975    | 18 | 6 | 2 | 10 | 17 | 28 | −11 | 20 |
| 9  | Lynx            | 18 | 6 | 1 | 11 | 25 | 38 | −13 | 19 |
| 10 | Europa Point    | 18 | 4 | 2 | 12 | 17 | 65 | −48 | 14 |
| 11 | Lions Gibraltar | 18 | 1 | 5 | 12 | 13 | 45 | −32 | 8  |

### Resultattabell
| Hemma \ Borta   | COL | EPO | LGI | LYN | MAN |
| College 1975    | —   | 5–1 | 1–0 | 1–0 | 1–1 |
| Europa Point    | 2–1 | —   | 1–1 | 0–3 | 0–4 |
| Lions Gibraltar | 1–1 | 0–1 | —   | 4–2 | 0–0 |
| Lynx            | 0–2 | 0–2 | 2–0 | —   | 1–4 |
| Manchester 62   | 2–0 | 2–2 | 1–1 | 0–2 | —   |

## Skytteligan
| Rank | Spelare                        | Lag              | Mål |
| ---- | ------------------------------ | ---------------- | --- |
| 1    | Juan Francisco García Peña     | St Joseph's      | 14  |
| 2    | Antonio Pino                   | Europa           | 12  |
| 3    | Kike Gómez                     | Lincoln Red Imps | 11  |
| 4    | Liam Walker                    | Lincoln Red Imps | 10  |
| 5    | Juan Pedro Rico Dominguez      | Europa           | 9   |
| 5    | John-Paul Duarte               | Mons Calpe       | 9   |
| 7    | Adrián Gallardo                | Europa           | 7   |
| 7    | Stefano Borghi                 | Glacis United    | 7   |
| 7    | Javi Moreno                    | Mons Calpe       | 7   |
| 7    | Salvador Manuel Alegre Delgado | St Joseph's      | 7   |

## Anmärkningslista
1. ↑  Matchen mellan Lions Gibraltar och College 1975 slutade ursprungligen 1–0 men då Lions Gibraltar bröt mot ersättningsreglerna tilldelades College 1975 en 3–0-seger.